# Omer Goldman

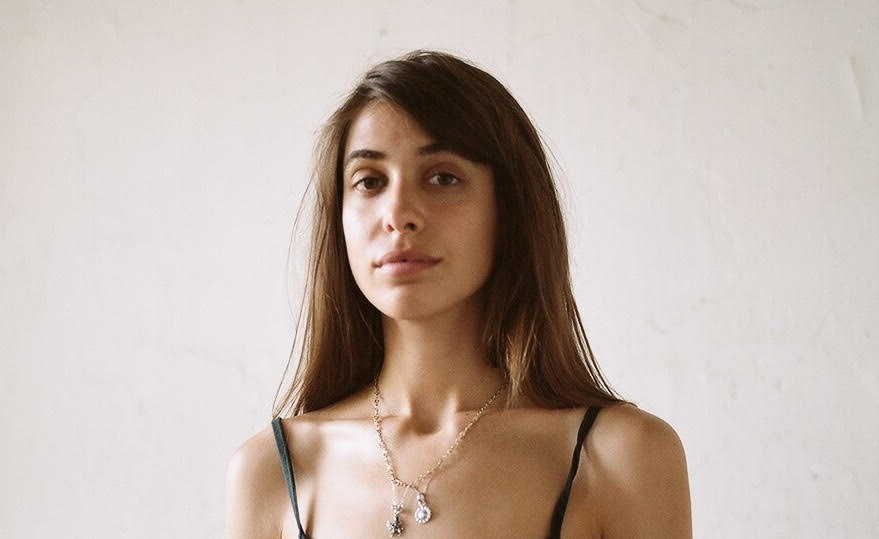
Omer Goldman (2017)

Omer Goldman Granot (hebräisch עומר גולדמן גרנות; * 4. März 1989 in Ramat HaSharon, Israel) ist eine israelische Aktivistin und Schauspielerin. Sie war Mitglied der Shministim-Bewegung und verweigerte als 19-Jährige den Wehrdienst in der israelischen Armee. Da ihr Vater,  Naftali Granot, ein hochrangiges Mitglied in der Leitung des israelischen Auslandsgeheimdienstes Mossad war, erregte ihr Fall internationale Aufmerksamkeit. Als Schauspielerin wurde sie später insbesondere für ihre Rolle in der israelischen Fernsehserie Shchuna bekannt.

## Leben und Werk
Goldman wuchs in Ramat Hasharon, einem wohlhabenden Vorort von Tel Aviv, auf und hatte eine behütete Kindheit. Als Jugendliche begann sie sich für palästinensische Belange einzusetzen. Ein Schlüsselerlebnis für sie war, als sie im Alter von 16 Jahren beim Besuch eines palästinensischen Dorfes von israelischen Soldaten mit Gummischrot beschossen wurde. 2008 war sie dann eine von 40 Schülern, die in der Tradition der Shministim-Bewegung mit einem offenen Brief an die Regierung ihre Wehrdienstverweigerung ankündigten und mit Menschenrechtsverletzungen durch israelische Armee in den besetzten Gebieten begründeten. Im Herbst desselben Jahres musste Goldman für ihre Wehrdienstverweigerung eine 18-tägige und eine 10-tägige Haftstrafe absolvieren. Goldmans Fall fand besondere Beachtung, da ihr Vater, Naftali Granot, ein Offizier in der Führung des Mossad war.
Seit 2013 betätigt sich Goldman als Schauspielerin und trat in mehreren israelischen Fernsehserien auf, darunter Shchuna, in der sie von 2014 bis 2018 die weibliche Hauptrolle spielte, und Kfulim, einer Serie, die lose auf der Ermordung des hochrangigen Hamas-Mitglieds Mahmud al-Mabhuh basiert.
Seit 2020 arbeitet Goldman auch als Regisseurin. In der Fernsehserie Palmach stand sie nicht nur in vier Episoden vor der Kamera, sondern führte auch bei elf Episoden selbst Regie.

## Filmografie

### Als Schauspieler
- 2013: Bitter Lemon (Kurzfilm)
- 2014–2018: Shchuna (Fernsehserie, 101 Episoden)
- 2017: Hachaverim Shel Naor (Fernsehserie, 1 Episode)
- 2017: Shilton Hatzlalim  (Fernsehserie, 1 Episode)
- 2018: Kfulim  (Fernsehserie, 6 Episoden)
- 2019: Esau
- 2021: Palmach (Fernsehserie, 4 Episoden)

### Als Regisseur
- 2020–2021: Palmach (Fernsehserie, 11 Episoden)
- 2021–2023: On Our Own (Fernsehserie, 57 Episoden)
- 2022–2023: Sky (Fernsehserie, 30 Episoden)